# Tews-Kate

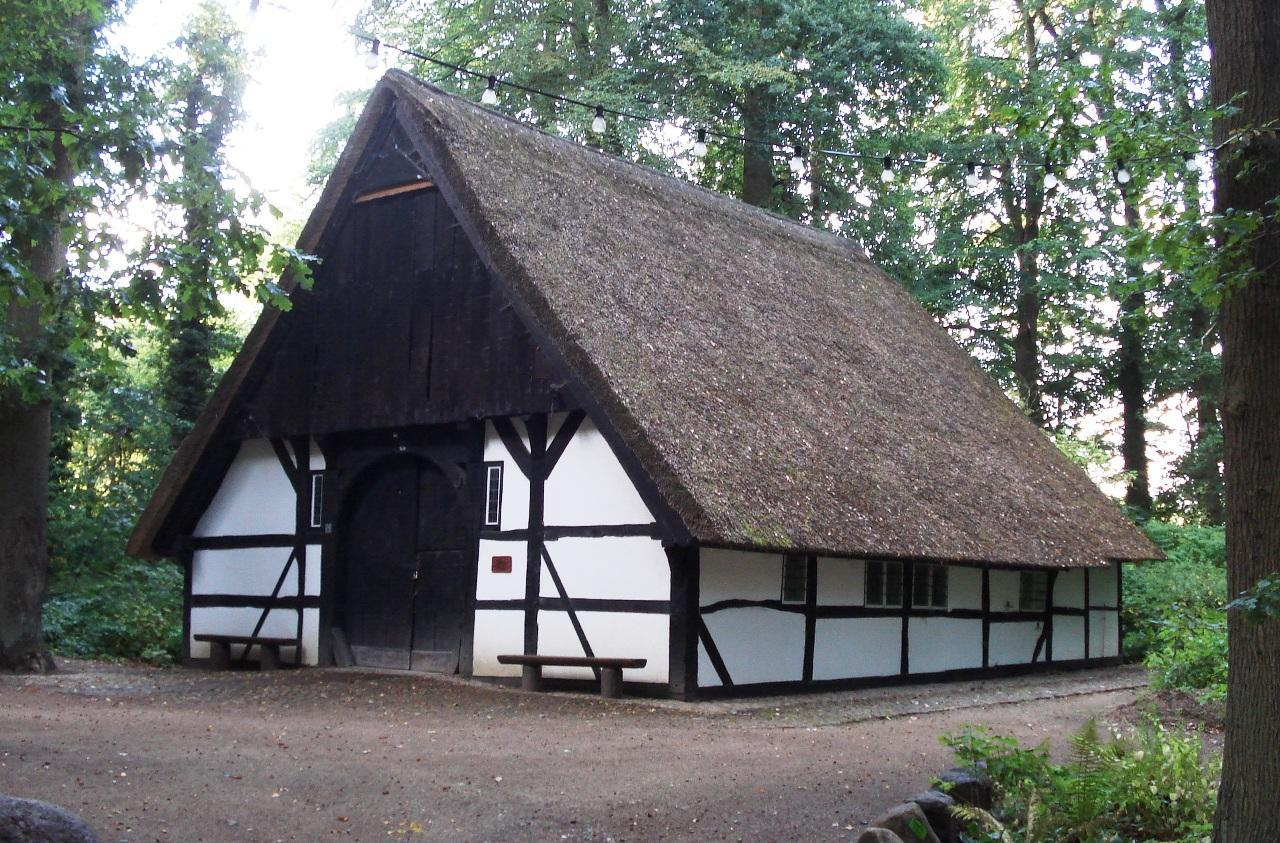
Tews-Kate in Malente

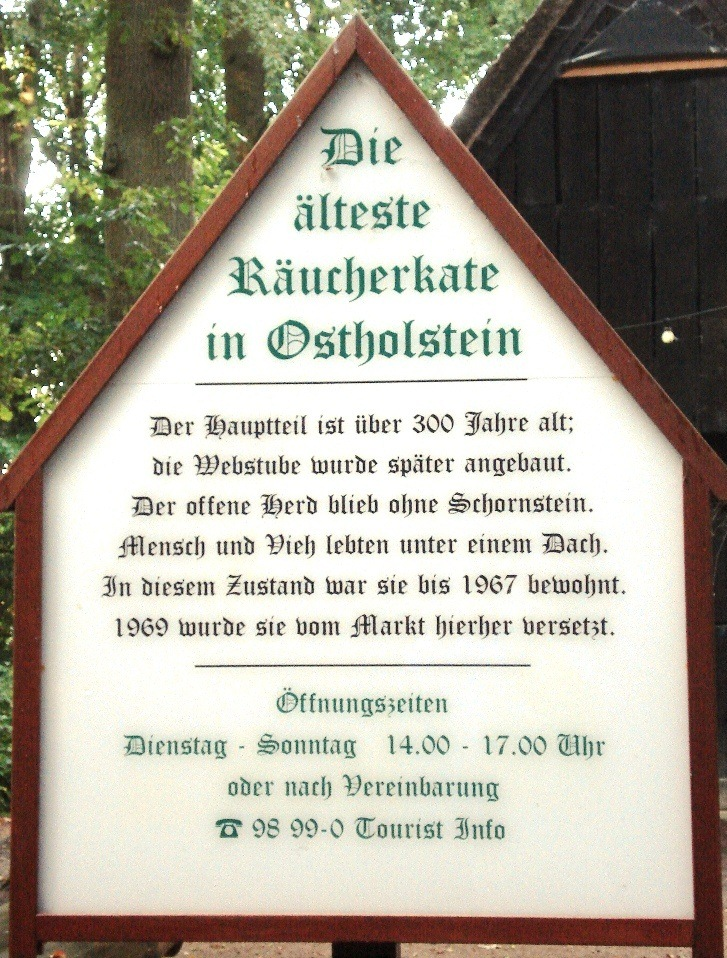
Informationstafel an der Tews-Kate in Malente

Die Tews-Kate in Malente im Kreis Ostholstein in Schleswig-Holstein ist die älteste Räucherkate in Ostholstein. Sie befindet sich in einem Waldstück im Nordwesten Malentes. Der Name der Kate geht auf den Familiennamen der letzten Bewohner zurück.
Es handelt sich um ein eingeschossiges Fachwerkhaus mit weiß gekalkten Gefachen, das ein – an den Längsseiten tief heruntergezogenes – Reet-gedecktes Satteldach hat; die Giebel sind im oberen Bereich mit Brettern verkleidet. Auf der Vorderseite der Kate befindet sich eine große, zweiflügelige Eingangstür, an den Längsseiten der Kate befinden sich einige kleine Fenster. 
Die Errichtung der Kate wird auf 1634 datiert; später ergänzt wurde eine als Webstube genutzte Erweiterung. Bis 1967 wurde die Kate als Wohnhaus genutzt. Die Kate befand sich ursprünglich nahe dem Marktplatz von Malente. Da das Grundstück anderweitig bebaut werden sollte, wurde die Kate abgebaut und 1969 an dem heutigen Standort versetzt neu errichtet.
Die Kate steht unter Denkmalschutz und ist eine der Sehenswürdigkeiten von Malente. Sie wird als Heimatmuseum genutzt, in dem altes Mobiliar sowie haus- und landwirtschaftliche Geräte und Werkzeuge ausgestellt werden.